# Egnatius Victor Marinianus
Egnatius Victor Marinianus was een Romeinse senator en militair en leefde in het begin van de 3de eeuw.
Hij was Legatus Augusti pro praetore van de Romeinse provincie Arabia Petraea en later van Moesia Superior. Rond het jaar 230 zou hij tot Consul suffectus zijn benoemd.
Eerst dacht men dat hij de vader was van Egnatia Mariniana, nu is men het eerder eens dat hij haar broer was. Egnatia Mariniana was de vrouw van keizer Valerianus I en de moeder van keizer Gallienus.